# Astragalus purpusii
Astragalus purpusii är en ärtväxtart som beskrevs av Marcus Eugene Jones. Astragalus purpusii ingår i släktet vedlar, och familjen ärtväxter. Inga underarter finns listade i Catalogue of Life.